# Jessica Rizzo
Jessica Rizzo, pseudonimo di Eugenia Valentini (Fabriano, 21 aprile 1965), è un'ex attrice pornografica e regista pornografica italiana.

## Biografia
Esordisce come cantante accompagnata dal chitarrista Marco Toto. Il loro sodalizio professionale ben presto sfocia in una relazione anche sentimentale: i due si sposano il 10 giugno 1989. In quell'anno alla coppia viene proposto di partecipare a un film pornografico, che in breve tempo li porta alla popolarità. Nella nativa Fabriano, infatti, alcuni spettatori di una sala a luci rosse riconoscono i due e la notizia si diffonde rapidamente, causando un notevole successo locale di botteghino. Il caso venne immediatamente notato dai media nazionali al punto che i due coniugi sono protagonisti di un servizio televisivo della Rai.
Dopo la partecipazione a diverse pellicole hard di registi e produttori della scena internazionale, la coppia inizia a produrre video in proprio: filmati con attori non professionisti, spesso contattati grazie a inserzioni presso la loro neonata casa di produzione Jessica Rizzo Communications. Dal carattere popolare della produzione scaturisce la fortuna della coppia che si conquista una parte nel mercato dell'hardcore.
Nel 1992 vince un premio come miglior attrice protagonista di film hard con la pellicola Giochi di coppia girata da Gerard Damiano, regista del cult La vera gola profonda. Nel 2003 interpreta il ruolo di Cesonia nel dramma Caligola di Albert Camus, nella versione per la regia di Arnolfo Petri.

## Filmografia

### Attrice
- Gilda Cocktail (1989)
- Giochi bestiali in famiglia (1990)
- Inside Napoli 1 (1990)
- Acchiappa cazzi (1991)
- Giochi di coppia (1991)
- Sposa rotta in culo (1991)
- Assatanate del sesso (1992)
- Baby nata per godere (1992)
- Eccitazione fatale (1992)
- Zia... molto disponibile (1992)
- Giochi di sesso (1993)
- Massaggi anali (1993)
- Con mia moglie si fa tutto... (1994)
- Affari e peccati anali (1995)
- Triple X 17 (1996)
- Esercizi anali in palestra (1997)
- Sextament (1997)
- E adesso vacanze di sesso (1998)
- Macellaia (1998)
- Collezionista di cazzi (1999)
- Hot Shots of Angelica Bella (1999)
- Dottoressa del pisello (2000)
- Grande sorella (2000)
- Jessica e gli incontri anali di coppie italiane 1 (2000)
- Monaca di Monza (2000)
- Postina (2000)
- Prete e la peccatrice (2000)
- Regina del sesso (2000)
- Signora... il trans... e il travestito (2000)
- Confessioni della grande sorella (2001)
- Festa col nano (2001)
- Infermiera dal clistere facile (2001)
- Ingoio per la signora in Rolls (2001)
- Italians Gigolo 2 (2001)
- Italians Gigolo 3 (2001)
- A spasso nel tempo (2002)
- Carne nera per la signora Rizzo (2002)
- Gole profonde (2002)
- Incesti anali di sorelle e cugine (2002)
- Sodoma e Gomorra (2002)
- Amiche porcelle di Jessica (2003)
- Buchi esauriti per cazzi in calore (2003)
- Moglie del siciliano (2003)
- Rotteinculo di Jessica (2004)
- Mia moglie è una gran porca (2005)
- Troiette X cazzo (2005)
- Voglia nel culo (2005)
- Doppie emozioni 1 (2006)
- Doppie emozioni 2 (2006)
- Padrona (2006)
- Aprimi (2007)
- Cazzo incredibile X un culo insaziabile (2007)
- Grande ammucchiata (2007)
- Segretaria tuttofare (2007)
- Vieni a prendere il caffè da me (2007)
- Demonia (2008)
- Fottimi e di cazzi saziami (2008)

### Regista
- Esercizi anali in palestra (1997)
- E adesso vacanze di sesso (1998)
- Collezionista di cazzi (1999)
- Grande sorella (2000)
- Jessica e gli incontri anali di coppie italiane 1 (2000)
- Postina (2000)
- Prete e la peccatrice (2000)
- Regina del sesso (2000)
- Signora... il trans... e il travestito (2000)
- Festa col nano (2001)
- Infermiera dal clistere facile (2001)
- Ingoio per la signora in Rolls (2001)
- Italians Gigolo 1 (2001)
- Italians Gigolo 2 (2001)
- Italians Gigolo 3 (2001)
- A spasso nel tempo (2002)
- Carne nera per la signora Rizzo (2002)
- Gole profonde (2002)
- Incesti anali di sorelle e cugine (2002)
- Sodoma e Gomorra (2002)
- Amiche porcelle di Jessica (2003)
- Buchi esauriti per cazzi in calore (2003)
- Moglie del siciliano (2003)
- Rotteinculo di Jessica (2004)
- Mia moglie è una gran porca (2005)
- Troiette X cazzo (2005)
- Voglia nel culo (2005)
- Padrona (2006)
- Aprimi (2007)
- Cazzo incredibile X un culo insaziabile (2007)
- Grande ammucchiata (2007)
- Miei primi orgasmi (2007)
- Profondo Anal (2007)
- Segretaria tuttofare (2007)
- Vieni a prendere il caffè da me (2007)
- Demonia (2008)
- Fottimi e di cazzi saziami (2008)
- Provini del cazzo (2008)
- Sesso pericoloso (2008)